# Anisopleura trulla
Anisopleura trulla – gatunek ważki z rodziny Euphaeidae.